# Молитвенное правило
Моли́твенное пра́вило (келе́йное пра́вило)  в Русской православной церкви — обязательная последовательность молитв, регулярно совершаемая верующими самостоятельно дома в семье, в монастырской келье или в ином месте, помимо общественного богослужения в храме.
Молитвенное правило бывает ежедневным и правилом перед Святым Причащением. В зависимости от характера внутрисемейных взаимоотношений рекомендовано чтение молитвенного правила вместе всей семьёй или каждому члену семьи отдельно.

## Цель молитвенного правила
Молитвенное правило направляет правильно и свято душу, научает её поклоняться Богу Духом и Истиной (Ин. 4:23), между тем как душа, будучи предоставлена самой себе, не могла бы идти правильно путём молитвы. По причине своего повреждения и помрачения грехом она совращалась бы непрестанно в стороны, нередко в пропасти, то в рассеянность, то в мечтательность, то в различные пустые и обманчивые призраки высоких молитвенных состояний, сочиняемых её тщеславием и самолюбием. — Игнатий (Брянчанинов)
Назначение слова «правило» предполагает исправление ума, воли и чувств молящегося в соответствии с христианскими ценностями, изменение состояния души человека, преодоление греховных страстей и устремление к святости. Молитвенное правило — это установленная Церковью норма благочестия, освящающего повседневное обращение верного христианина к Богу. Православные духовники указывают на опасность отхода от «молитвенных норм», как в сторону их уменьшения, так и в сторону их чрезмерного увеличения:
- при уменьшении — разрушается постоянство благодатной связи человека с Богом, что ведёт к отпадению от Него[2]
- при неумеренном увеличении — человек не успевает выполнить все молитвы надлежащим образом, не выдерживает нагрузки и духовно ломается[3]

## История возникновения общепринятых текстов молитвенных правил в молитвословах
В том, чтобы молиться чужими словами, примером — сам Иисус Христос. Его молитвенные возгласы во время крестных страданий — строки из псалмов:
Боже мой! Боже мой! [внемли мне] для чего Ты оставил меня? (Пс. 21:2)
В Твою руку предаю дух мой (Пс. 30:6)
Наполняющие молитвословы молитвы, в том числе подписанные именами святых, в славянских рукописях появились в разрозненном виде только в XVI—XVII веках, а современный состав каждодневных молитвенных правил (Молитв утренних и Молитв на сон грядущим) сформировался около двух столетий назад. У старообрядцев, как и в греческих церквах до сих пор вместо «Молитв на сон грядущим» читается Повечерие, а вместо «Молитв утренних» вычитывается Полунощница.

## Структура молитвенного правила
Молитвенное правило в Русской православной церкви состоит из:
- молитв, которые читаются православным христианином ежедневно — ежедневное молитвенное правило, которое в свою очередь подразделяется на:
  1. молитвы в начале дня — утреннее молитвенное правило: молитвы после ночного сна и на начало дня;
  2. молитвы в конце дня — вечернее молитвенное правило: молитвы в конце дня и перед отходом на ночной сон;
  3. ежедневное участие в монастырском «бра́тском моле́бне», чтение определённых отрывков из Священного Писания: кафизмы из Псалтири, главы или зачала из Апостола и Евангелия, а так же из поучений Святых отцов. Некоторые православные монахи и миряне, по благословению своего духовника, взяли себе за правило ежедневно в свободное время читать акафисты, каноны или особые молитвы, например многократно повторяющуюся Иисусову молитву с земными поклонами;
  4. молитвы в продолжение дня: перед принятием пищи и после, перед учебными занятиями и после них, перед началом всякого дела и после.
- молитв, читаемых православным христианином по определённому случаю, в частности, по случаю причащения Тела и Крови Христовых — евхаристическое молитвенное правило, которое в свою очередь подразделяется на:
  1. молитвы перед причащением — Последование ко Святому Причащению;
  2. молитвы после причастия — Благодарственные молитвы по Святом Причащении.

Ежедневное молитвенное (келейное) правило может существенно различаться по своему объёму.

### Порядок наполнения ежедневных молитвенных правил
Феофан Затворник советовал молитвенное правило исчислять не количеством молитв, а тем временем, которое мы готовы посвятить Богу. Возможно, что для человека, живущего в миру, даже и пяти, не только пятнадцати, минут утренней и вечерней молитвы, достаточно, чтобы быть настоящим христианином, если, конечно, она произносится с вниманием и с чувством. Например, мы можем взять себе за правило молиться утром и вечером по полчаса, но эти полчаса должны быть полностью отданы Богу. И не так важно, читаем ли мы в течение этих минут все молитвы или только одну, или, может быть, один вечер мы целиком посвятим чтению Псалтыря, Евангелия или молитве своими словами. Главное, чтобы мы были сосредоточены на Боге, чтобы внимание наше не ускользало и чтобы каждое слово доходило до нашего сердца. Важно только, чтобы мысль всегда соответствовала словам, сердце отвечало на слова молитвы, а вся жизнь соответствовала молитве:
Правило — не существенная часть молитвы, а только внешняя её сторона. Главное же дело — молитва ума и сердца к Богу, возносимая со славословием, благодарением и прошением... и наконец с преданием Господу всецело. Когда есть такие движения в сердце, есть там и молитва, а когда нет, и молитвы нет, хотя бы вы целые дни простояли на правиле.
Совсем опускать молитвенное правило нельзя. Даже если молитвенное правило читается без должного внимания, слова молитв, проникая в душу, оказывают своё очищающее воздействие. В крайних случаях допускается прослушивание установленных молитв через звукозапись, или в режиме просмотра православного телевизионного канала, или мысленного прочтения наизусть, например, во время поездки на работу или учёбу на общественном транспорте.